# 盖伊·伯吉斯
盖伊·伯吉斯（英語： 1911年4月16日—1963年8月30日）英国外交官和苏联特工、剑桥五人组成员，该小组从1930年代中期到冷战时代初期一直运作。1951年他与间谍唐纳德·麦克林一起叛逃到苏联，导致英美情报合作遭到严重破坏，造成英国外交部门的长期混乱并重挫其士气。

## 生平
伯吉斯出生于富裕的中产阶级家庭，曾就读于伊顿公学、不列颠尼亚皇家海军学院和剑桥大学三一学院。他善于社交，在剑桥开始投身于左翼政治，并加入了英国共产党。 1935年，在后来成为双面间谍的金·菲尔比的推荐下，被苏联情报部门招募。离开剑桥大学后，伯吉斯在英国广播公司担任制片人，期间曾短暂全职担任MI6情报官。1944年进入外交部工作。
在外交部期间，伯吉斯担任外交大臣欧内斯特·贝文的副手赫克托·麦克尼尔的机要秘书。该职位章使伯吉斯在关键的1945年后期可以接触到有关英国外交政策各个方面的秘密信息。据估计，他将数千份文件传递给了苏联上级。1950年，他被任命为英国驻华盛顿大使馆二秘，在他屡屡出现不当行为后被遣送回国。尽管尚处于怀疑阶段，但伯吉斯还是随麦克林一起陪同于1951年5月逃往莫斯科。
直到1956年他与麦克林在莫斯科举行的简短新闻发布会上露面时，西方国家才知道伯吉斯的下落。他声称他的动机是改善与苏俄关系。此后，从未离开过苏联。他经常受到来自英国的朋友和新闻记者的探访，其中大多数报道称他感到十分孤独和空虚。不过直到最后，他未曾为自己的所作所为感到后悔，他拒绝承认他先前的活动属于叛国罪行为。他在苏联的物质条件很好，但由于其生活方式糟糕，健康状况恶化，伯吉斯于1963年去世。专家认为伯吉斯间谍活动所造成的损害程度很难评估，但他们认为他所造成的对英美关系的破坏比他提供的任何信息对苏联更有价值。伯吉斯经常被搬上银幕和舞台，如电影《同窗之爱》。